# Patrouilleurs Hauturiers
Patrouilleurs Hauturiers (PH) je francouzské označení připravované třídy oceánských hlídkových lodí francouzského námořnictva. Původně byly nazývány Patrouilleur océanique (PO). Celkem je plánována stavba až deseti jednotek této třídy. Do roku 2024 bylo objednáno sedm jednotek. Přijetí prototypu do služby je plánováno na rok 2026. Ve službě mají nahradit hlídková lodě třídy D'Estienne d'Orves, operující z Brestu a Toulonu a hlídková lodě třídy Flamant operující z Cherbourgu.
Plavidla budou pojmenována po mužích a ženách, kteří se vyznamenali během druhé světové války. Jedinou výjimkou bude plavidlo Île de Sein, pojmenované po ostrově, který vyslal všechny své muže bojovat pod vlajkou Svobodné Francie a po válce byl vyznamenán Řádem osvobození.

## Stavba
Program vývoje náhrady francouzských francouzských hlídkových lodí třídy D'Estienne d'Orves a třídy Flamant byl zahájen 10. června 2020. Plánováno bylo získání deseti jednotek, zařazených do služby v letech 2025–2029. V říjnu 2023 byl dokončen podrobný návrh plavidel. Následně se změnila struktura programu. Dne 17. listopadu 2023 byla objednána stavba sedmi oceánských hlídkových lodí u konsorcia ustaveného francouzskými loďařskými firmami Constructions Mécaniques de Normandie (CMN), Piriou a SOCARENAM. Řízení projektu a dodání bojového řídícího systém bylo svěřeno loděnici Naval Group. Senzorové vybavení dodá společnost Thales. Přijetí prototypu do služby je plánováno na rok 2026. Dalších šest plavidel má být dodáno do roku 2029. Zároveň je plánováno získání dalších tří hlídkových plavidel do roku 2035.
Model připravované oceánské hlídkové lodě byl veřejnosti poprvé představen na výstavě Euronaval 2024. Stavba prototypového plavidla byla zahájena 22. května 2024 v loděnici Piriou v Concarneau.
Jednotky Patrouilleurs Hauturiers:
| Jméno                    | Spuštěna na vodu | Vstup do služby | Status                       |
| ------------------------ | ---------------- | --------------- | ---------------------------- |
| Trolley de Préveaux      |                  |                 | ve stavbě od 22. května 2024 |
| D'Estienne d'Orves       |                  |                 | objednána                    |
| Émilienne Moreau         |                  |                 | objednána                    |
| Premier maître Nonen     |                  |                 | objednána                    |
| Commandant Ducuing       |                  |                 | objednána                    |
| Quartier-maître Anquetil |                  |                 | objednána                    |
| Jeanne Bohec             |                  |                 | objednána                    |
| Andrée Borrell           |                  |                 | plánováno                    |
| Île de Sein              |                  |                 | plánováno                    |
| Jacqueline Carsignol     |                  |                 | plánováno                    |

## Konstrukce
Kajuty budou dimenzovány až pro 84 osob. Vybavení zahrnuje přehledový radar Thales NS54 typu AESA, dva navigační radary, bojový řídící systém SETIS-C, elektrooptický systém Safran VIGY 4, automatizovaný řídící systém SHIPMASTER, systém identifikace vlastní–cizí Thales TSA 3522 a trupový sonar Thales BlueWatcher. Hlavní výzbrojí plavidla je 40mm kanón v dálkově ovládané stanici Thales RAPIDFire. Plavidla dále ponesou 12,7mm a 7,62mm kulomety. Budou mít i přípravu pro případnou instalaci odpalovacího zařízení Simbad pro protiletadlové řízené střely MBDA Mistral 3. Na zádi bude přistávací plocha pro vrtulník H160M Guépard či drony. Na palubě bude možné umístit jeden standardizovaný kontejner se specializovaným vybavením. Rychlost přesáhne 21 uzlů. Dosah bude 6000 námořních mil a vytrvalost třicet dnů.